# Arne Andersson (skådespelare)
Arne Andersson, född 29 oktober 1944 i Skedevi, är en svensk skådespelare.

## Filmografi
- 1970 – En kärlekshistoria
- 1974 – En handfull kärlek
- 1979 – Jag är med barn
- 1990 – Gränslots
- 2005 – Fyra veckor i juni

## Teater

### Roller
| År   | Roll | Produktion                                  | Regi          | Teater      |
| ---- | ---- | ------------------------------------------- | ------------- | ----------- |
| 1971 |      | Alla mot en Martha Vestin och Tom Lagerborg | Sam Carlquist | Riksteatern |

### Regi
| År   | Produktion                                                    | Upphovsmän                                                   | Teater      |
| ---- | ------------------------------------------------------------- | ------------------------------------------------------------ | ----------- |
| 1980 | I den här världen är allt möjligt I denne verden er alt mulig | Klaus Hagerup Översättning Niklas Brunius och Arne Andersson | Riksteatern |